# Амор Жебалі
Амор Жебалі (фр. Amor Jebali, нар. 24 грудня 1956, Ла-Марса) — туніський футболіст, що грав на позиції захисника.
Виступав, зокрема, за клуб «Ла-Марса», а також національну збірну Тунісу.

## Клубна кар'єра
У дорослому футболі дебютував 1975 року виступами за команду «Ла-Марса», кольори якої і захищав протягом усієї своєї кар'єри гравця, що тривала тринадцять років. З командою став дворазовим володарем Кубка Тунісу. 

## Виступи за збірну
1976 року дебютував в офіційних матчах у складі національної збірної Тунісу.
У складі збірної був учасником чемпіонату світу 1978 року в Аргентині, а також Кубків африканських націй 1978 та 1982 років.

## Титули і досягнення
- Володар Кубка Тунісу (2):

«Ла-Марса»: 1976/77, 1983/84